# Kantatie 62
La Kantatie 62 (in svedese Stamväg 62) è una strada principale finlandese. Ha inizio a Mikkeli e si dirige verso sud-est, dove si conclude dopo 141 km nei pressi di Imatra.

## Percorso
La Kantatie 62 attraversa i comuni di partenza, di Puumala, di Ruokolahti e di arrivo.